# Laranja da Terra
Laranja da Terra est une municipalité brésilienne située dans l'État de l'Espirito Santo.